# Казелауг
Ка́зелауг (эст. Kaselaug) — небольшое болотное озеро в центральной части природного парка «Рабивере» севернее деревни Рабивере на территории волости Кохила.
Озеро Казелауг находится в болоте Рабивере (Рапа) на высоте 68,9 метра над уровнем моря. С северо-западной стороны из болота вытекает река Майдла, являющаяся левым притоком Кейлы, впадающей в Финский залив.
Площадь поверхности — 0,022 км². Длина береговой линии — 0,935 м. Максимальная длина — 260 м, максимальная ширина — 130 м. В озере есть один остров площадью 0,01 га.